# Kannadiparamba
Kannadiparamba es una ciudad censal situada en el distrito de Kannur en el estado de Kerala (India). Su población es de 13677 habitantes (2011). Se encuentra a 8 km de Kannur.

## Demografía
Según el censo de 2011 la población de Kannadiparamba era de 13677 habitantes, de los cuales 6056 eran hombres y 7621 eran mujeres. Kannadiparamba tiene una tasa media de alfabetización del 93,14%, inferior a la media estatal del 94%: la alfabetización masculina es del 96,67%, y la alfabetización femenina del 90,45%.